# (618) Elfriede
(618) Elfriede est un astéroïde de la ceinture principale. Il a été découvert par K. Lohnert le 17 octobre 1906 à l'observatoire de Heidelberg (Allemagne).